# إبراهيم الإبياري
إبراهيم إسماعيل الإبياري (1320- 1414 هـ / 1902- 1994 م) هو مؤرخ و محقق لكتب التراث الإسلامي .

## ترجمته
ولد في طنطا. توفي في شهر شوال 1414 هـ / نيسان 1994 م.
اشتغل بدار الكتب المصرية، وعين مديراً لإدارة إحياء التراث فمراقباً عاماً لشؤون مجلس النواب والشيوخ ثم كان أستاذاً للعربية بمعهد الدراسات الإسلامية بمدريد، ثم مستشاراً للمؤسسة الثقافية بوزارة الثقافة المصرية.

## آثاره
من مؤلفاته وتحقيقاته:
- ألف «تاريخ القرآن»، «رسالة الشاعر»، «شرح لزوم ما لا يلزم»، «مع الأيام»، «الموسوعة القرآنية الميسرة»، «ميلاد دولة» (ط. مكتبة الآداب)
- شارك في تأليف «نظرات في التاريخ الإسلامي» «معاوية الرجل الذي أنشأ دولة» «الوليد بن يزيد والدولة الأموية» «الدولة الإخشيدية» «الدولة الأيوبية» «مهذب السيرة النبوية» .[5]
- «المقتضب من كتاب تحفة القادم» اختيار وتقديم أبي إسحاق إبراهيم بن محمد البليفيقي (تحقيق) - القاهرة: دار الكتب المصري; بيروت: دار الكتب اللبناني، 1402 هـ.
- «العقد الفريد» - ابن عبد ربه الأندلسي (شرح وظبط وتصحيح بالاشتراك مع أحمد أمين وأحمد الزين) - القاهرة: لجنة التأليف والترجمة والنشر، 1383 - 1393 هـ، في ست مجلدات (ومجلد سابع يحوي فهارس وضعه محمد فؤاد عبد الباقي ومحمد رشاد عبد المطلب).
- «الأغاني» - أبي الفرج الأصفهاني (إشراف وتحقيق) - القاهرة: دار الشعب، 1389 - 1399 هـ ، عشر مجلدات.[6]